# 角尺

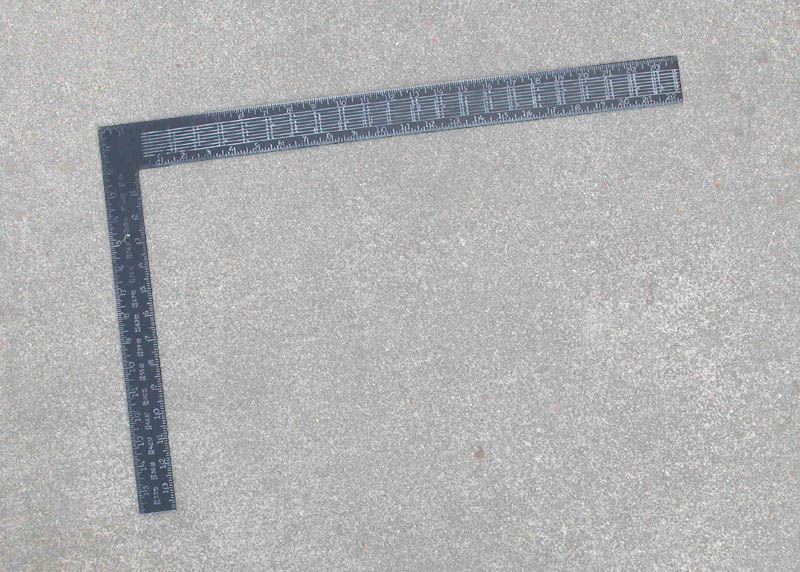
一个有刻度直角尺

角尺，也称为直角尺、折尺（英語：Steel square），是一种金属制作的直角尺。這個工具的主要用途測量精度直角（90度）的表面。有些角尺上標示公制或英制刻度以方便測量。

## 使用

### 校準
鋼角尺具有自校和自校準的功能，你可以畫一條垂直線，翻轉鋼角尺，然後確定誤差的大小和方向。可以用中心衝打開或關閉角度來修正誤差。